# Karl Rompel

Karl Rompel

Karl Rompel (* 9. Mai 1888 in Wallbach; † 17. Februar 1937) war ein deutscher Politiker (NSDAP).

## Leben und Wirken
Nach dem Besuch der Volksschule verdiente Karl Rompel seinen Lebensunterhalt als Arbeiter. Von 1908 bis 1910 diente er im 2. Thüringischen Infanterie-Regiment Nr. 32 in Meiningen. Von 1916 bis 1918 arbeitete er als Lokheizer bei der Militär-Eisenbahn-Direktion Nr. 7 (M.E.D. 7) in Niš.
Ab 1920 engagierte Rompel, mittlerweile Lagerist, sich in der völkischen Bewegung. Zum 23. März 1925 trat Rompel in die NSDAP ein (Mitgliedsnummer 2.587), in der er zunächst die Aufgaben eines Ortsgruppenleiters übernahm. 1929 wurde er Mitglied des Stadtrates von Meiningen.
1932 wurde Rompel in den Landtag von Thüringen gewählt, dem er bis zur Auflösung dieser Körperschaft im Jahr 1933 angehörte. Von November 1933 bis zu seinem Tod 1937 saß Rompel im nationalsozialistischen Reichstag, in dem er den Wahlkreis 12 (Thüringen) vertrat. Rompels Mandat wurde nach seinem Tod von Ernst Frenzel weitergeführt.
Auf lokaler Ebene übernahm Rompel in den 1930er Jahren zudem einige weitere Ämter: 1934 wurde er Stadtrat (2. ehrenamtlicher Beigeordneter) in Meiningen und 1936 übernahm er das Amt eines Kreisamtsleiters.